# Провінції Перу
Прові́нції Перу́ (ісп. Provincias del Perú) — це другий рівень адміністративного поділу Перу, розташований між регіонами (вищий рівень) і районами (нижчий рівень). У країні налічується 196 провінцій.

## Історія
Сучасна структура провінцій розвивалася упродовж історії Перу. Деякі провінції були створені ще у колоніальний період, інші виникли після здобуття незалежності. Адміністративні межі неодноразово змінювалися відповідно до політичних, економічних та демографічних потреб.

## Організація
Перу поділяється на:
- 25 регіонів (ісп. regiones),
- 196 провінцій (ісп. provincias),
- понад 1800 районів (ісп. distritos).

Кожна провінція має адміністративний центр — столицю провінції (часто збігається з найбільшим містом провінції).

## Управління
Кожна провінція має:
- Провінційний муніципалітет (ісп. municipalidad provincial), який відповідає за управління,
- Виборного мера (ісп. alcalde),
- Муніципальну раду (ісп. concejo municipal).

У столиці країни, Лімі, функціонує окремий муніципалітет — Муніципалітет Ліми, який має особливий статус і ширші повноваження.

## Столиця країни
Ліма є столицею Перу, адміністративно це провінція Ліма, що входить до регіону Ліма, але не є частиною самого регіону. Вона має особливий правовий статус як столичний округ (ісп. Provincia de Lima Metropolitana), де повноваження місцевої влади дещо відрізняються від інших провінцій.

## Список провінцій
Нижче наведено список провінцій Перу за регіонами. Усього їх 196.
1. Амазонас
- Багуа
- Бонґара
- Кондорканкі
- Луя
- Родрігес-де-Мендоса
- Уткубамба

2. Анкаш
- Аіха
- Анкон
- Бологнезі
- Каруас
- Каруасі
- Касма
- Коронго
- Уарас
- Уарі
- Уармеї
- Уайлас
- Марискаль-Лусуріага
- Пальяска
- Помабамба
- Рекуай
- Санта
- Сіуас
- Юнгай

3. Апурімак
- Абанкей
- Андалхайлас
- Антабанба
- Аймараес
- Чінчерос
- Грау

4. Арекіпа
- Арекіпа
- Камана
- Карвелі
- Кастілья
- Кайльйома
- Іслай
- Ла-Уньйон

5. Аякучо
- Кангайо
- Уаманґа
- Уанка-Санкос
- Уанта
- Ла-Мар
- Лусіо-Касерес
- Паукар-дель-Сара-Сара
- Парінакочас
- Сукре
- Віктор-Фахардо
- Вількас-Уаман

6. Кахамарка
- Кахабамба
- Кахамарка
- Селедін
- Чота
- Контумаса
- Кутерво
- Хаен
- Сан-Мігель
- Сан-Пабло
- Санта-Крус
- Сан-Ігнасіо
- Халка

7. Кальяо (Конституційна провінція)
- Кальяо

8. Куско
- Акомайо
- Анта
- Канас
- Канкі
- Чумбівількас
- Калка
- Ла-Конвенсьйон
- Паруро
- Паукартамбо
- Кіспіканчі
- Урубамба
- Еспінар

9. Уанкавеліка
- Акумба
- Ангараес
- Кастровіррейна
- Чуркампа
- Уанкавеліка
- Уайтара
- Таякаха

10. Уануко
- Амбо
- Дос-де-Майо
- Уанука
- Уакаїбамба
- Уамалієс
- Леонсіо-Прадо
- Маріскаль-Касерес
- Пачітеа
- Пуерто-Інка
- Яровілка
- Лаурікоча

11. Іка
- Чінча
- Іка
- Наска
- Пальпа
- Піско

12. Хунін
- Чанчамайо
- Консепсьйон
- Хауха
- Хунін
- Сатіпо
- Тарма
- Яулі
- Чупака
- Уанкайо

13. Ла-Лібертад
- Аскопе
- Болівар
- Чепен
- Гран-Чиму
- Джулькан
- Пакасмайо
- Патас
- Санчес-Карріон
- Сантьяго-де-Чуко
- Трухільйо
- Віру
- Отуско

14. Ламбаєке
- Чіклайо
- Ферренафе
- Ламбаєке
- 15. Ліма
- Барранка
- Кахатамбо
- Канта
- Канете
- Уараль
- Уарочірі
- Уаура
- Ойон
- Яуїос

16. Ліма (провінція)
- Ліма

17. Лорето
- Альто-Амасонас
- Датем-дель-Мараньйон
- Лорето
- Марискаль-Рамон-Кастілья
- Майнас
- Рекена
- Укаялі

18. [|[Мадре-де-Дьос]]
- Маню
- Тахуаманну
- Тамбопата

19. Мокеґуа
- Іло
- Марискаль-Ньєто
- Санчес-Серро

20. Паско
- Даніель-Альсідес-Карріон
- Оксапампа
- Паско

21. П'юра
- Аябака
- Уамбанга
- Мороні
- Пайта
- Піура
- Сечура
- Суллана
- Талара

22. Пуно
- Азангаро
- Карabaya
- Чукуїто
- Ель-Кольяо
- Уанука
- Лампа
- Мелгар
- Муанек
- Путіна
- Сандія
- Сан-Роман
- Юнгануі
- Пуно

23. Сан-Мартін
- Мойобамба
- Беллапампа
- Ель-Дорадо
- Уакабамба
- Ламас
- Маріскаль-Касерес
- Пікота
- Ріоха
- Сан-Мартін
- Токаче

24. Такна
- Такна
- Кандараве
- Хорхе-Басадре
- Тарата

25. Тумбес
- Тумбес
- Зарумілья
- Контумаз

26. Укаялі
- Коронель-Портільйо
- Аталайя
- Падре-Абад
- Пурус